# Chi Cao cát
Chi Cao cát (danh pháp khoa học: Anthracoceros) là một chi chim trong họ Hồng hoàng (Bucerotidae), sinh sống tại khu vực Nam Á và Đông Nam Á, từ Ấn Độ tới Philippines và Indonesia.

## Các loài
Các loài trong chi này bao gồm:
- Anthracoceros coronatus: Cao cát khoang Malabar
- Anthracoceros albirostris: Cao cát bụng trắng hay cao cát khoang phương Đông
- Anthracoceros malayanus: Cao cát đen
- Anthracoceros marchei: Cao cát Palawan
- Anthracoceros montani: Cao cát Sulu

## Hình ảnh

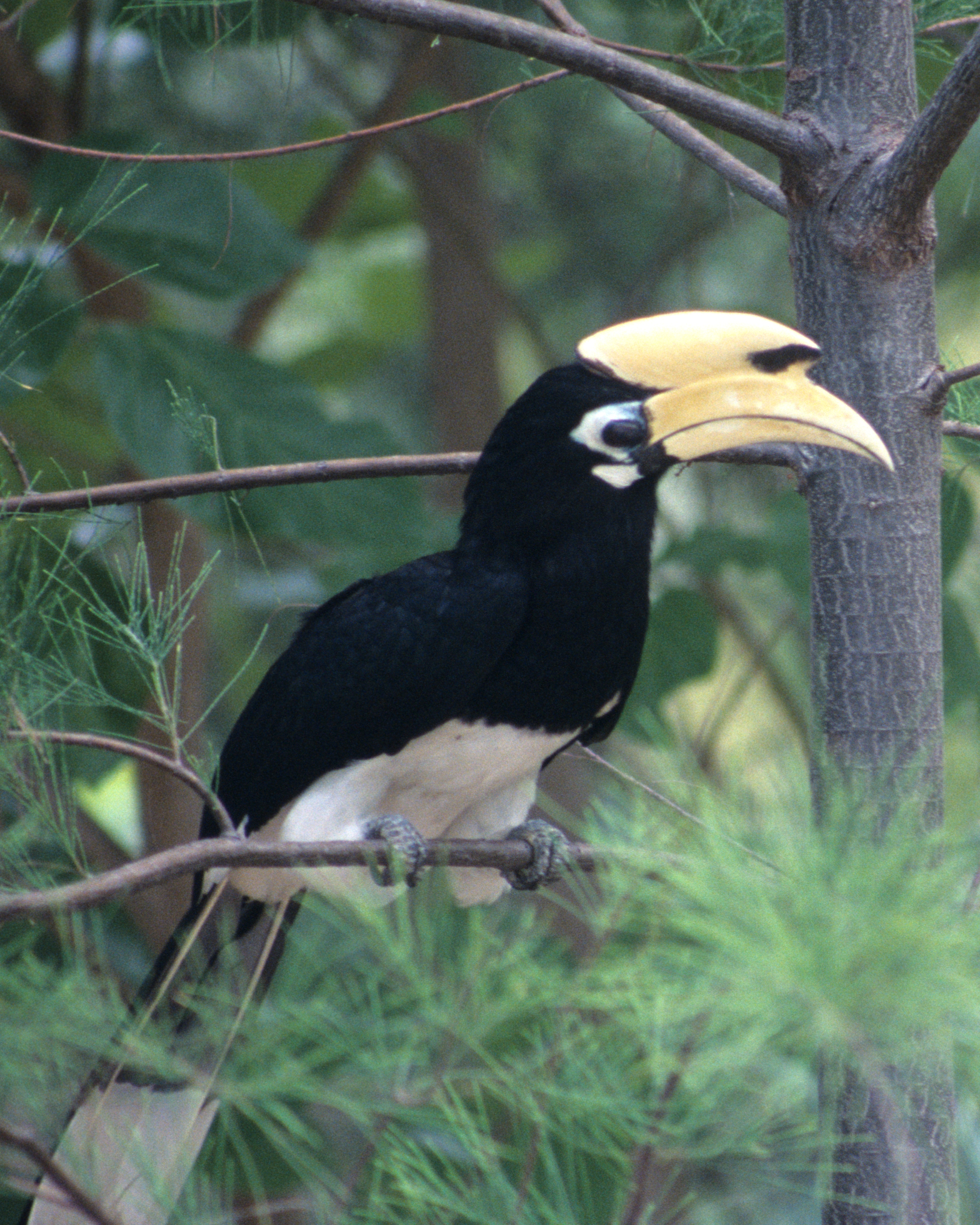
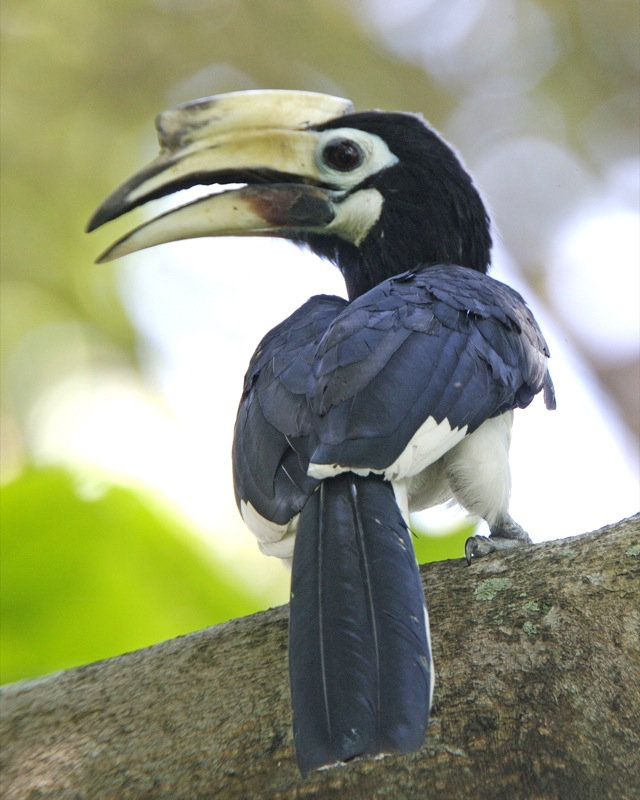
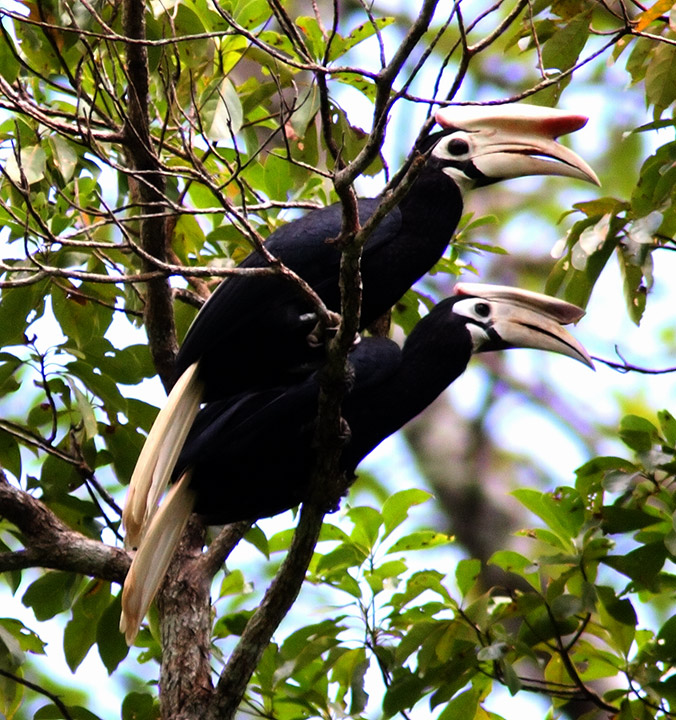
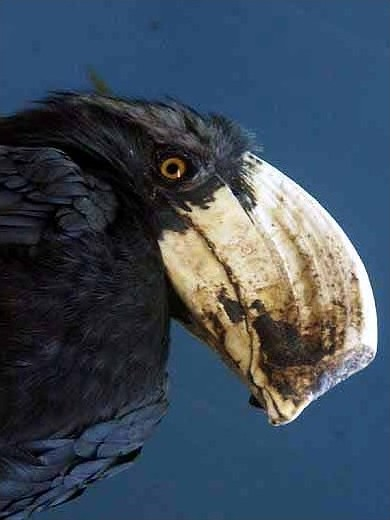